# فجریتسلف
فجریتسلف (به لاتین: Fjerritslev) یک منطقهٔ مسکونی در دانمارک است که در Jammerbugt Municipality واقع شده‌است. فجریتسلف ۲٫۸ کیلومتر مربع مساحت و ۳٬۳۷۶ نفر جمعیت دارد.